# Ricardo Alves Pereira
Ricardo Alves Pereira (nacido el 8 de agosto de 1988) es un exfutbolista brasileño que se desempeñaba como delantero.
Jugó para clubes como el Atlético Paranaense, FC Dallas, FC Tokyo, Ponte Preta, Figueirense y Lobos BUAP.

## Trayectoria

### Clubes
| Club                | País           | Año         |
| ------------------- | -------------- | ----------- |
| Atlético Paranaense | Brasil         | 2005 - 2013 |
| FC Dallas           | Estados Unidos | 2007 - 2008 |
| ABC                 | Brasil         | 2009        |
| FC Tokyo            | Japón          | 2010        |
| Ponte Preta         | Brasil         | 2011        |
| Figueirense         | Brasil         | 2013        |
| América             | Brasil         | 2014        |
| Daejeon Citizen     | Corea del Sur  | 2015        |
| CRB                 | Brasil         | 2015        |
| Linense             | Brasil         | 2016        |
| Lobos BUAP          | México         | 2016 - 2017 |
| Londrina            | Brasil         | 2017        |